# Rachidiscus
Rachidiscus är ett släkte av skalbaggar. Rachidiscus ingår i familjen vivlar.
Kladogram enligt Catalogue of Life:
| Rachidiscus | \| \| Rachidiscus granicollis \| \| \| \| \| \| Rachidiscus multinodosus \| \| \| \| |
|             | \| \| Rachidiscus granicollis \| \| \| \| \| \| Rachidiscus multinodosus \| \| \| \| |
|             | Rachidiscus granicollis                                                              |
|             |                                                                                      |
|             | Rachidiscus multinodosus                                                             |
|             |                                                                                      |